# Jeanette Zacarías Zapata
Jeanette Zacarías Zapata (Aguascalientes, 6 de juny de 2003 - Mont-real, 2 de setembre de 2021), coneguda com La Chiquitaboom, va ser una boxejadora mexicana que va morir a conseqüència dels impactes rebuts al ring. Va aconseguir una marca professional de dos triomfs, cap per knockout, i quatre derrotes, totes per knockoiut.
A 12 anys el seu pare la va inscriure a classes de boxa perquè aprengués defensa personal. Va començar la seva carrera professional el 27 de gener del 2018 a l'Auditorio Deportivo, Pabellón de Arteaga de la seva ciutat natal, on va guanyar a Fernanda Camarillo. L'abril del 2018 va patir la seva primera derrota, contra Heydi Martínez. El 18 d'agost del mateix any va vèncer a Verónica Díaz i el novembre va perdre davant Alma Ibarra a l'Arena José Sulaimán de Monterrey. Va tenir un llarg període d'inactivitat per la pandèmia de la covid-19. En el seu penúltim combat va perdre a l'Arena Coliseo de Reynosa davant Cynthia Lozano i li van recomanar 90 dies de descans, que va complir.
Un organitzador de combats que havia de completar un cartell la va contactar i li va oferir 1200 euros per un combat que li permetria, per primera vegada, sortir del seu país. El 28 d'agost del 2021 es va celebrar el combat al Canadà. La lluitadora després de rebre diversos cops va convulsionar al ring del GYM Gala Boxing de Montreal. Va ser hospitalitzada en estat crític a l'hospital Sacré-Coeur de Montreal, al Canadà, i li van induir el coma. Va morir cinc dies després a l'hospital, el dijous 2 de setembre del 2021. Els promotors van ser criticats per haver pactat la lluita, ja que l'esportista "no estava preparada", ja que venia d'una derrota recent també per knockaut i en tres anys només havia guanyat en dues ocasions en la categoria del pes welter. L'empresa promotora del combat va ser Yvon Michel.
La seva parella i entrenador també havia estat boxejador.